# Feodora av Leiningen
Feodora av Leiningen (Anna Feodora Auguste Charlotte Wilhelmine Prinzessin zu Leiningen), född 7 december 1807 i Amorbach och död 23 april 1872 i Baden-Baden, var en tysk furstinna, känd för sin brevväxling med sin halvsyster, drottning Viktoria av Storbritannien-Irland.

## Biografi
Hon var dotter till prins Emich Carl av Leiningen och hans andra maka, prinsessan Viktoria av Sachsen-Coburg-Saalfeld.
Feodoras mor gifte år 1819 om sig med en brittisk prins och hon flyttade därför med sin mor till Storbritannien. Hon fick en nära relation till sin halvsyster Viktoria, som annars inte fick tillstånd att umgås med särskilt många människor under sin uppväxt. Feodora beskrivs som en självständigt lagd person som fann det socialt isolerade livet i Kensington Palace påfrestande och som längtade efter att ta sig därifrån. 
Gift 18 februari 1828 med Ernst av Hohenlohe-Langenburg, (1794-1860), senare 4:e furste av Hohenlohe-Langenburg. Giftermålet ägde rum sedan hon bara hade träffat sin tilltänkta två gånger, då hon tog äktenskap som en möjlighet att flytta hemifrån. Hon var under hela sitt äktenskap bosatt på slottet Langenburg i Tyskland, där hon gjorde sig känd för sin välgörenhet för sjuka och fattiga barn. 
Hon uppehöll en regelbunden brevväxling med sin halvsyster drottning Viktoria och besökte ofta Storbritannien. Under sina besök i Storbritannien deltog hon i det brittiska societetslivet och fick varje gång ett högt underhåll av Viktoria som betalades ut så länge hennes besök varade.

## Barn
1. Carl av Hohenlohe-Langenburg (1829-1907)
2. Elise av Hohenlohe-Langenburg (1830-1850)
3. Hermann av Hohenlohe-Langenburg (1832-1913)
4. Viktor av Hohenlohe-Langenburg (1833-1891)
5. Adelheid av Hohenlohe-Langenburg (1835-1900), kung Carl XVI Gustafs mormors mormor
6. Feodora av Hohenlohe-Langenburg (1839-1872) gift med Georg II av Sachsen-Meiningen

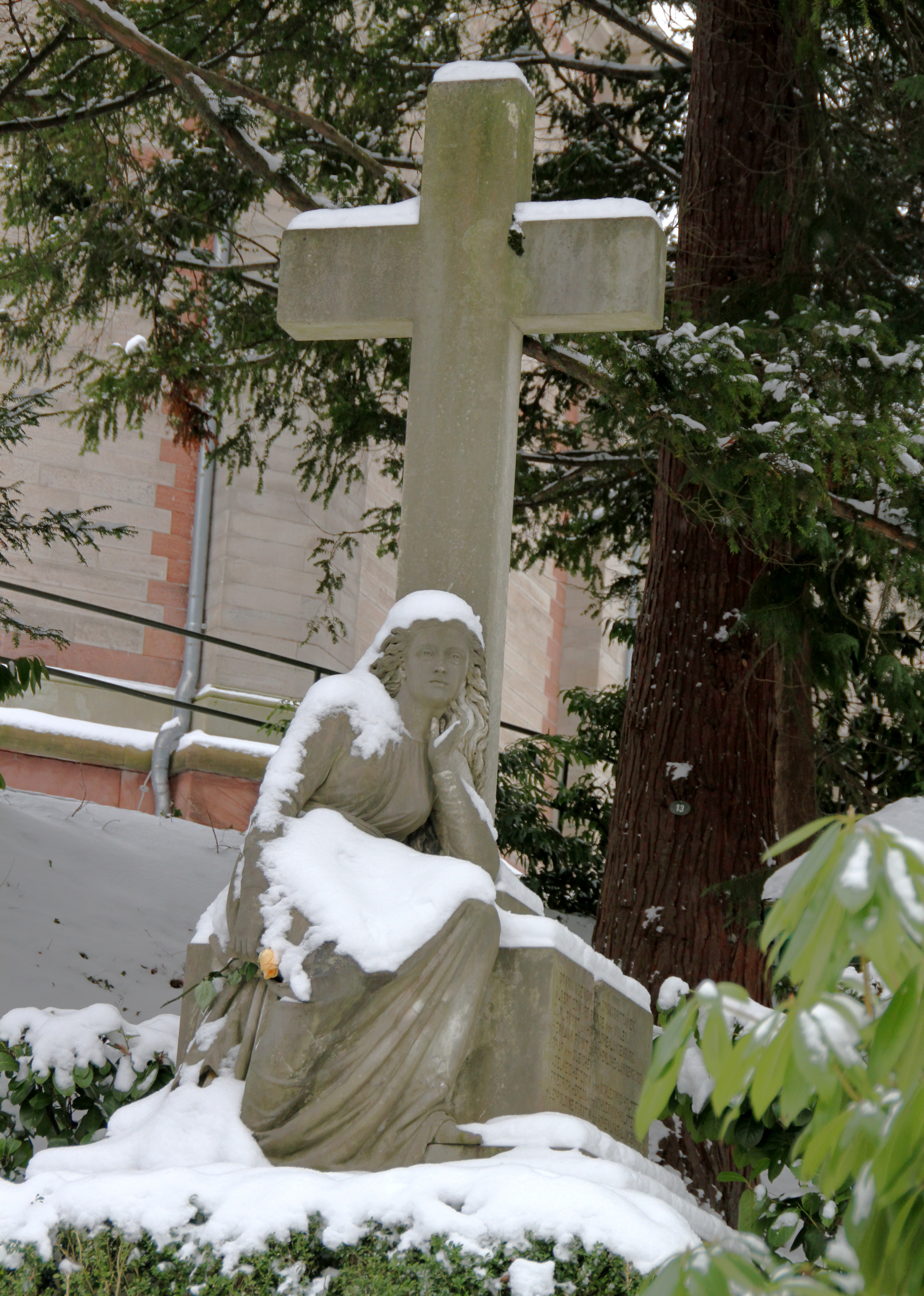
Gravmonument på huvudkyrkogården i Baden-Baden